# Universität Panthéon-Assas
Die Universität Panthéon-Assas (französisch Université Panthéon-Assas [ynivɛʁsite pɑ̃teɔ̃asas], kurz: Assas [asas], Paris II [paʁi dø]) ist eine staatliche Universität in Paris. Sie ist die Nachfolgerin der rechtswissenschaftlichen Fakultät der 1970 aufgespaltenen Universität von Paris, der Sorbonne. Ihre rechtswissenschaftliche Fakultät gilt in Frankreich als sehr angesehen.
Neben den Rechtswissenschaften umfasst das Studienangebot auch Wirtschafts-, Verwaltungs- und Sozialwissenschaften.

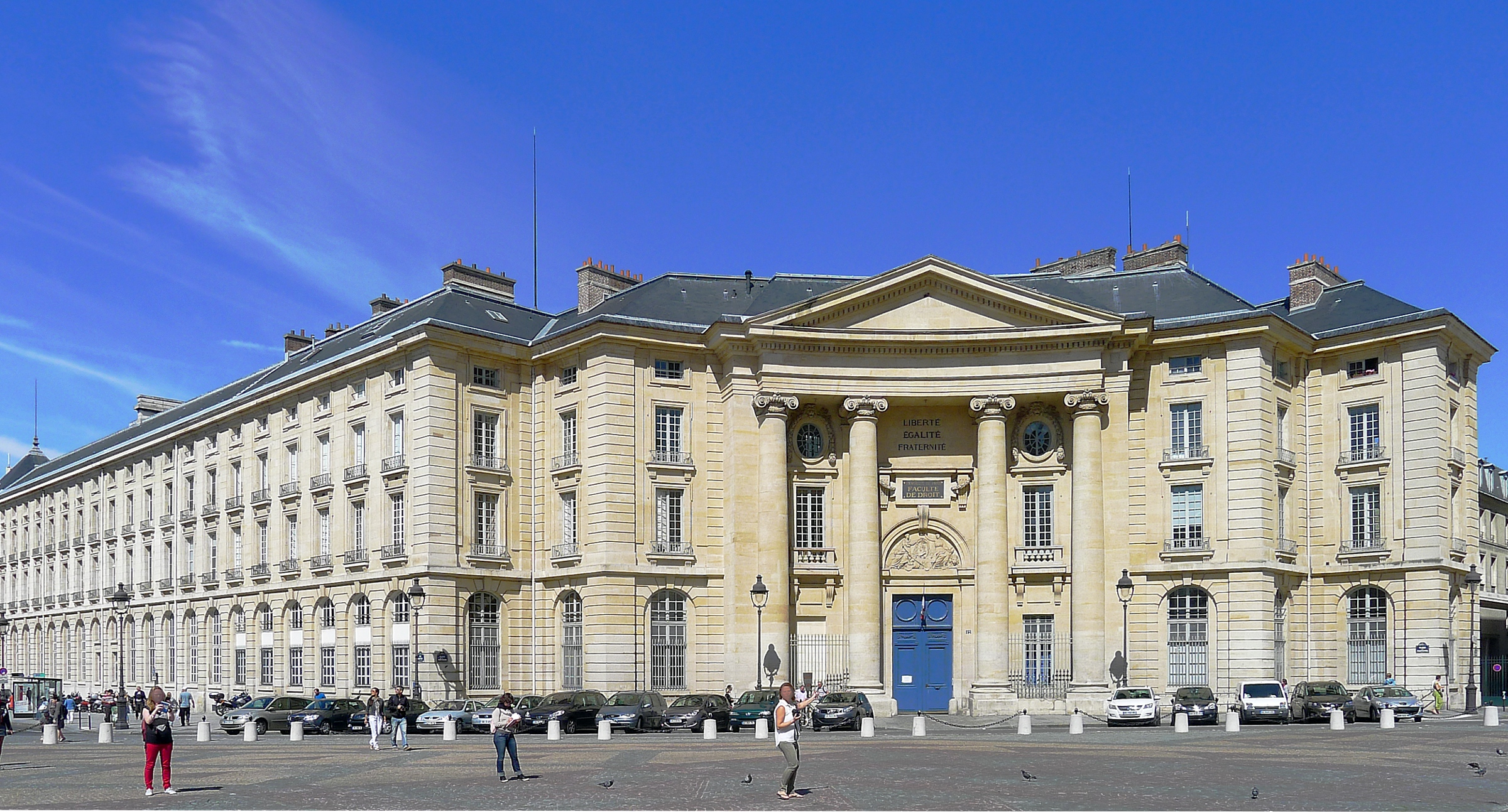
Der Sitz der Universität am Panthéon

Seit ihrer Gründung hat die Universität zahlreiche Präsidenten, Ministerpräsidenten sowie weitere bedeutende Persönlichkeiten aus Politik, Wirtschaft und Wissenschaft hervorgebracht.
Die meisten der 19 Standorte der Universität befinden sich im Quartier Latin. Ein Standort befindet sich in Melun. Namensgeber der Hochschule ist das Hauptgebäude in der Rue d'Assas, westlich des Jardin du Luxembourg, sowie das Panthéon, in dessen unmittelbarer Nähe sich das im späten 18. Jahrhundert von Jacques-Germain Soufflot entworfene Gebäude der einstigen rechtswissenschaftlichen Fakultät der Universität von Paris befindet. Dort ist heute die Universitätsleitung untergebracht. Die Universität Panthéon-Assas teilt sich das Gebäude mit der ebenfalls 1970 entstandenen Universität Panthéon-Sorbonne. Im Zuge der Aufspaltung der Universität von Paris entschlossen sich nämlich einige Rechtswissenschaftler, Teil dieser neuen interdisziplinären Universität zu werden, während 88 der insgesamt 108 Rechtswissenschaftler die Universität Panthéon-Assas als primär rechtswissenschaftliche Universität begründeten.

## Persönlichkeiten

### Bedeutende Absolventen

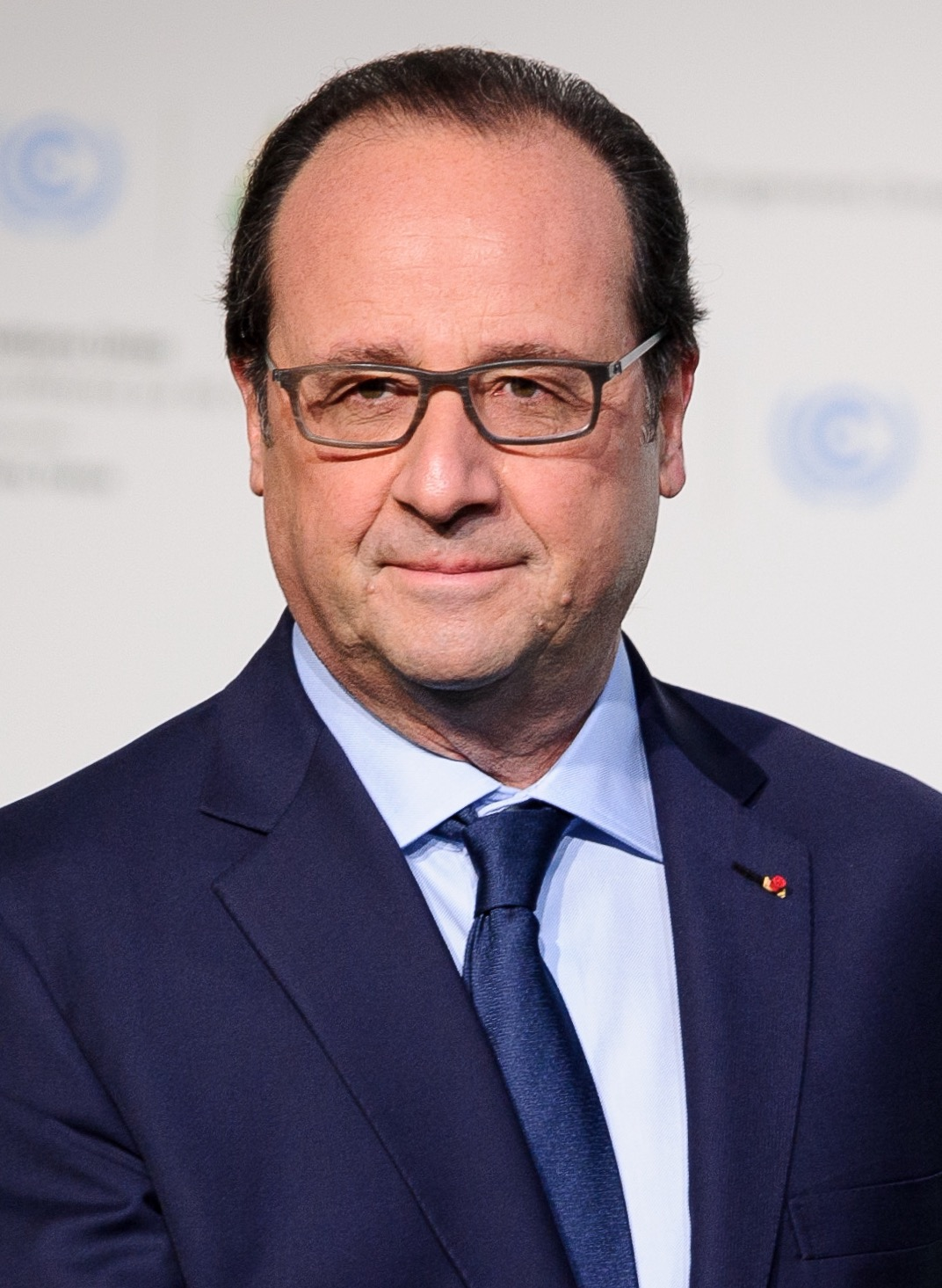
François Hollande, Staatspräsident der Französischen Republik von 2012 bis 2017

- Luiz Olavo Baptista (1938–2019), Mitglied des Ständigen Schiedshofes und WTO Appellate Body
- Panagiotis Pikrammenos (* 1945), ehemaliger griechischer Ministerpräsident
- Michèle Alliot-Marie (* 1946), Politikerin
- Prokopis Pavlopoulos (* 1950), Präsident der Hellenischen Republik
- Joaquim Barbosa (* 1954), Präsident des Obersten Gerichtshofs Brasiliens
- François Hollande (* 1954), Staatspräsident der Französischen Republik von 2012 bis 2017
- François Baroin (* 1965), Politiker
- Claire Chazal (* 1956), Journalistin und ehemalige Nachrichtensprecherin
- Emmanuel Coulon (* 1968), Jurist und Kanzler des Gerichts der Europäischen Union
- Rachida Dati (* 1965), ehemalige französische Justizministerin
- Patrick Devedjian (1944–2020), gaullistischer Politiker und Rechtsanwalt
- Bruno Gollnisch (* 1950), Politiker
- Pierre Habumuremyi (* 1961), ruandischer Politiker
- Giorgos Kaminis (* 1954), griechischer Verfassungsrechtler
- Chékou Koré Lawel (* 1957), nigrischer General
- Sébastien Lecornu (* 1986), französischer Minister
- Jean-Marie Le Pen (1928–2025), rechtsextremer Politiker
- Marine Le Pen (* 1968), Parteivorsitzende des Rassemblement National
- Victorin Lurel (* 1951), Politiker
- Alain Madelin (* 1946), ehemaliger französischer Finanzminister
- Jean-Pierre Raffarin (* 1948), ehemaliger französischer Premierminister
- Manuela Ramin-Osmundsen (* 1963), französischstämmige, norwegische Politikerin
- Catherine Samba-Panza (* 1954), Interimspräsidentin der Zentralafrikanischen Republik
- Salou Souleymane (* 1953), nigrischer General
- Christiane Taubira (* 1952), französische Justizministerin
- Evangelos Venizelos (* 1957), griechischer Jurist und Politiker
- Dominique de Villepin (* 1953), ehemaliger französischer Premierminister
- Éric Woerth (* 1956), Politiker

### Bedeutende Professoren
- Jean Carbonnier (1908–2003)

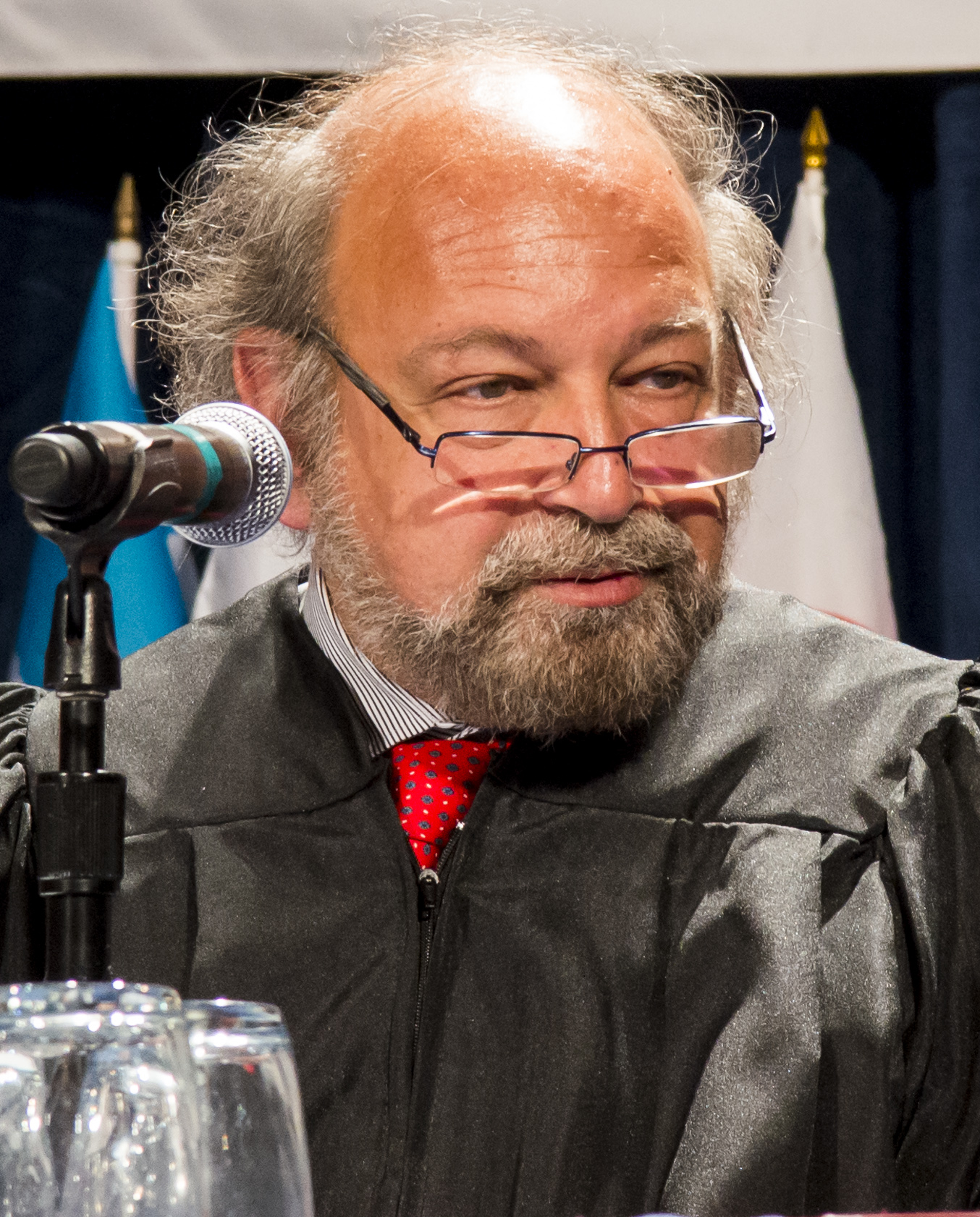
Ronny Abraham, Präsident des Internationalen Gerichtshofs in Den Haag von 2015 bis 2018

- Jean Gaudemet (1908–2001), Rechtshistoriker
- Georges Vedel (1910–2002), Jurist
- Guillaume Cardascia (1914–2006), Rechtshistoriker
- Prosper Weil (1926–2018), Jurist
- Michel Ameller (1926–2022), Jurist und Verwaltungsbeamter
- Claude Jorda (* 1938), Jurist
- Edmond Alphandéry  (* 1943), Wirtschaftswissenschaftler, ehemaliger Hochschullehrer, Wirtschaftsmanager und Politiker
- Pierre Tercier (* 1943), Schweizer Rechtswissenschaftler
- Jean-Claude Martinez (* 1945), Professor für Staatsrecht und Autor
- Pierre-Marie Dupuy (* 1946), Jurist
- Rainer Schröder (1947–2016), deutscher Rechtswissenschaftler
- Ronny Abraham (* 1951), Jurist
- Anne Debet (* 1970), Juristin und Datenschutzexpertin
- Peter Wirtz (* 1971), deutscher Wirtschaftswissenschaftler